# Ermitage de Bretzenheim
L’ermitage de Bretzenheim est un ermitage entre Bretzenheim et Guldental. On le considère comme le seul monastère rupestre au nord des Alpes.

## Histoire
Déjà à l'époque préhistorique, on a probablement creusé dans la roche un lieu de culte païen et à l'époque romaine, il sert comme mithraeum jusqu'au Ve siècle. Il connaît une reconsécration chrétienne au début de l'ère chrétienne, probablement entre le VIe siècle et le VIIIe siècle. On le mentionne pour la première fois dans un document en 1043 sous la forme d'un autel consacré à cette époque. L'église de cette époque et celle construite plus tard, victime d'un éboulement en 1567, n'existe plus aujourd'hui, contrairement à l'habitation rupestre encore accessible aujourd'hui. Celui-ci a une superficie d'environ 90 m2 et a parfois servi de couvent à un monastère ou à des ermites. La sécularisation a lieu pendant l'occupation française. Le dernier ermite meurt en 1827 à l'âge de 82 ans.
L'ermitage rupestre est retiré de la propriété de la Stiftung kreuznacher diakonie en 2019 et vendu à la commune de Bretzenheim. Le site peut être visité à tout moment. L'appartement rocheux ne peut être visité que dans le cadre d'une visite guidée.

## Source de la traduction
- (de) Cet article est partiellement ou en totalité issu de l’article de Wikipédia en allemand intitulé « Eremitage (Bretzenheim) » (voir la liste des auteurs).